# Нафтулівка
Нафту́лівка — село в Україні, у Гвардійській сільській громаді Хмельницького району Хмельницької області. Населення становить 190 осіб.

## Географія
Селом тече річка Безіменна.

## Галерея

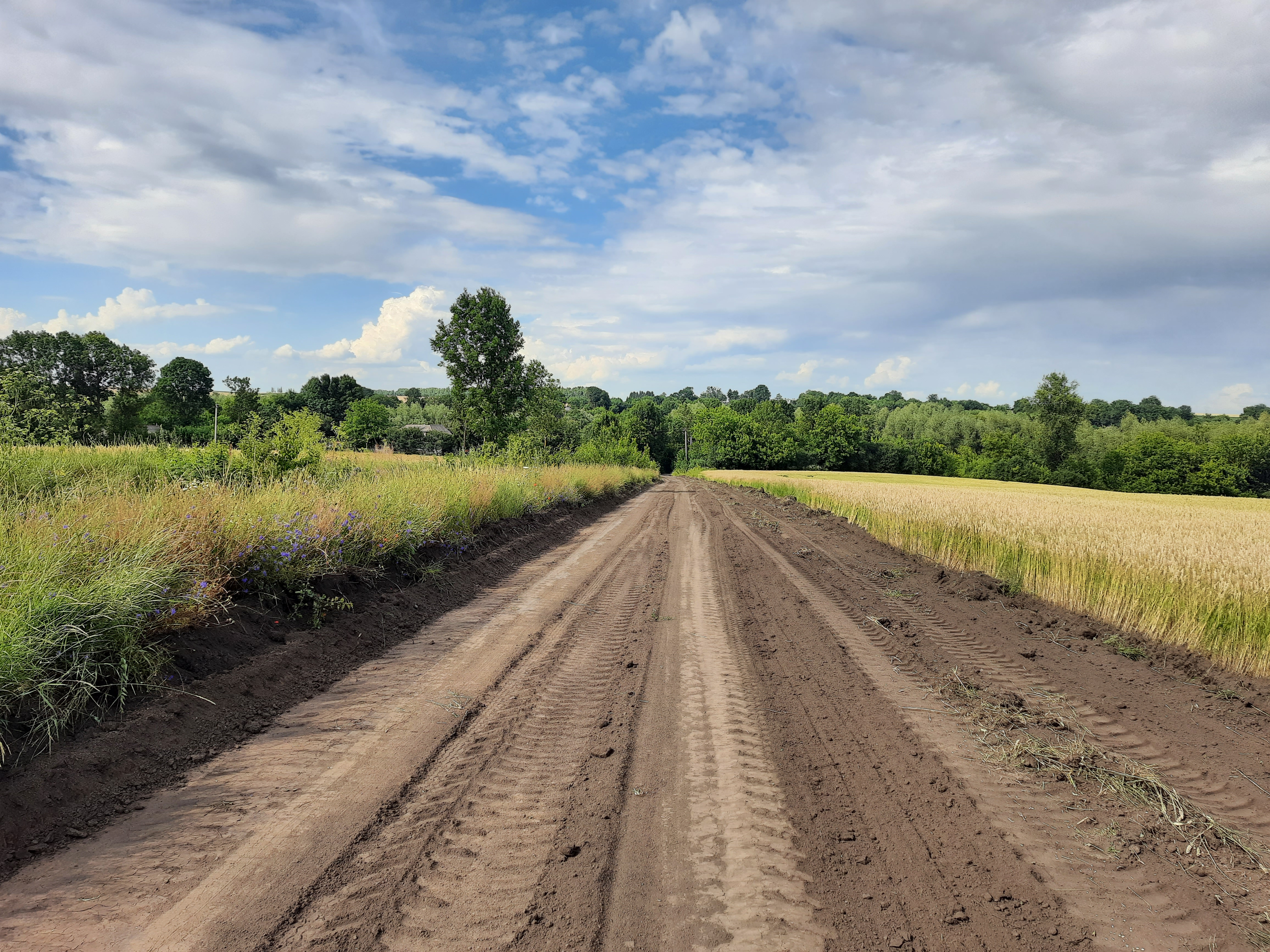
Польова дорога в село
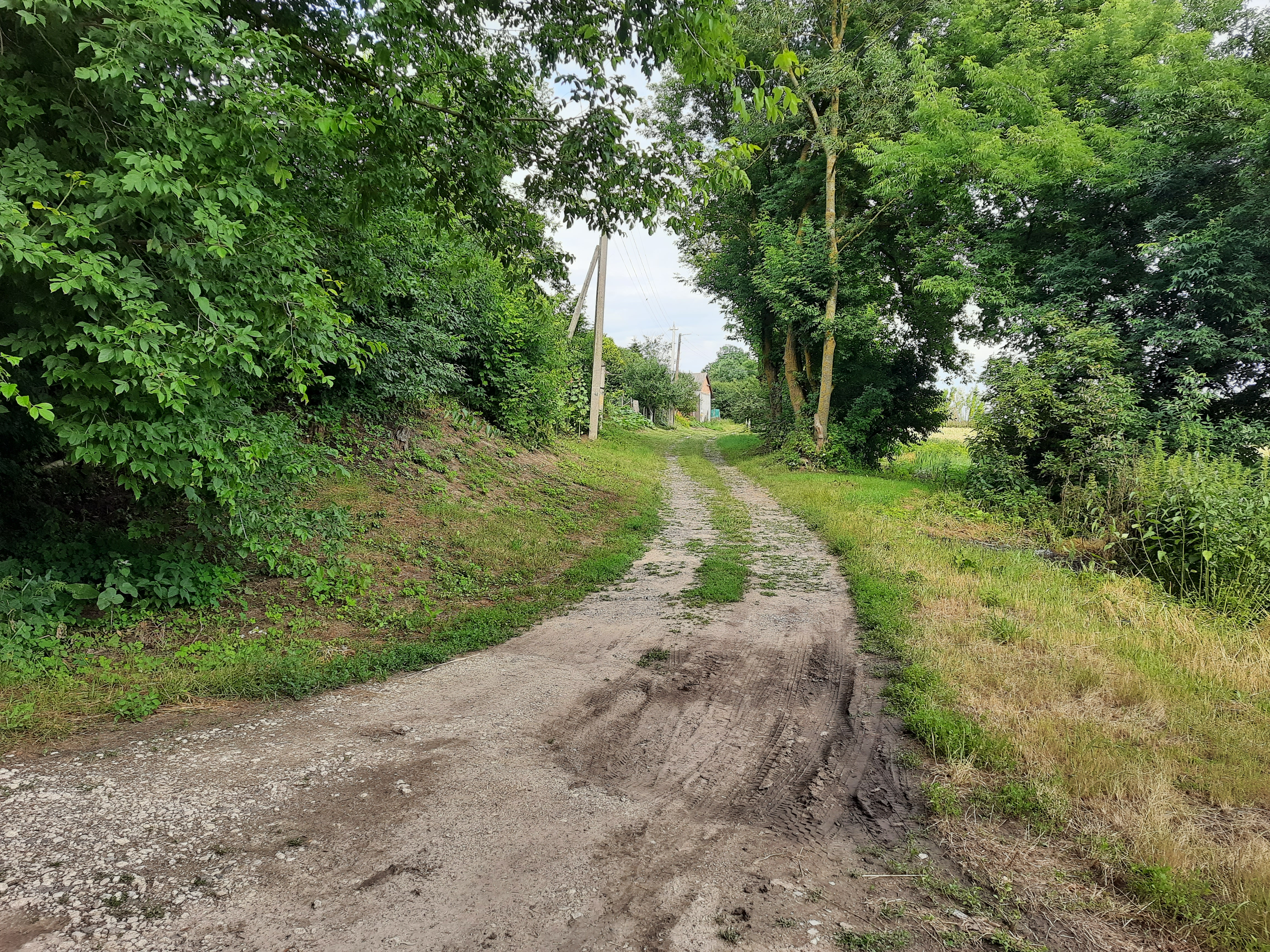
Сільська вулиця
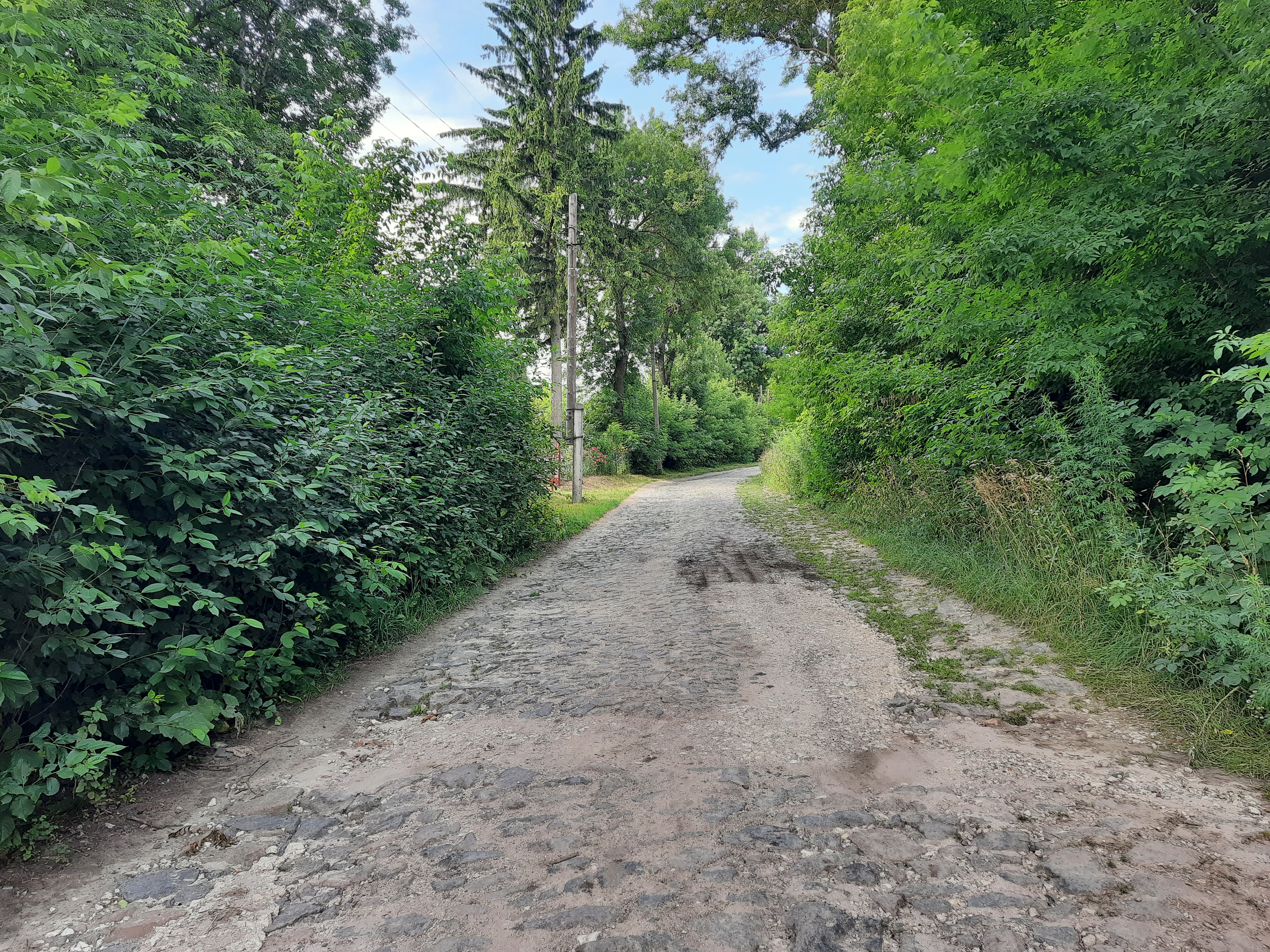
Сільська вулиця
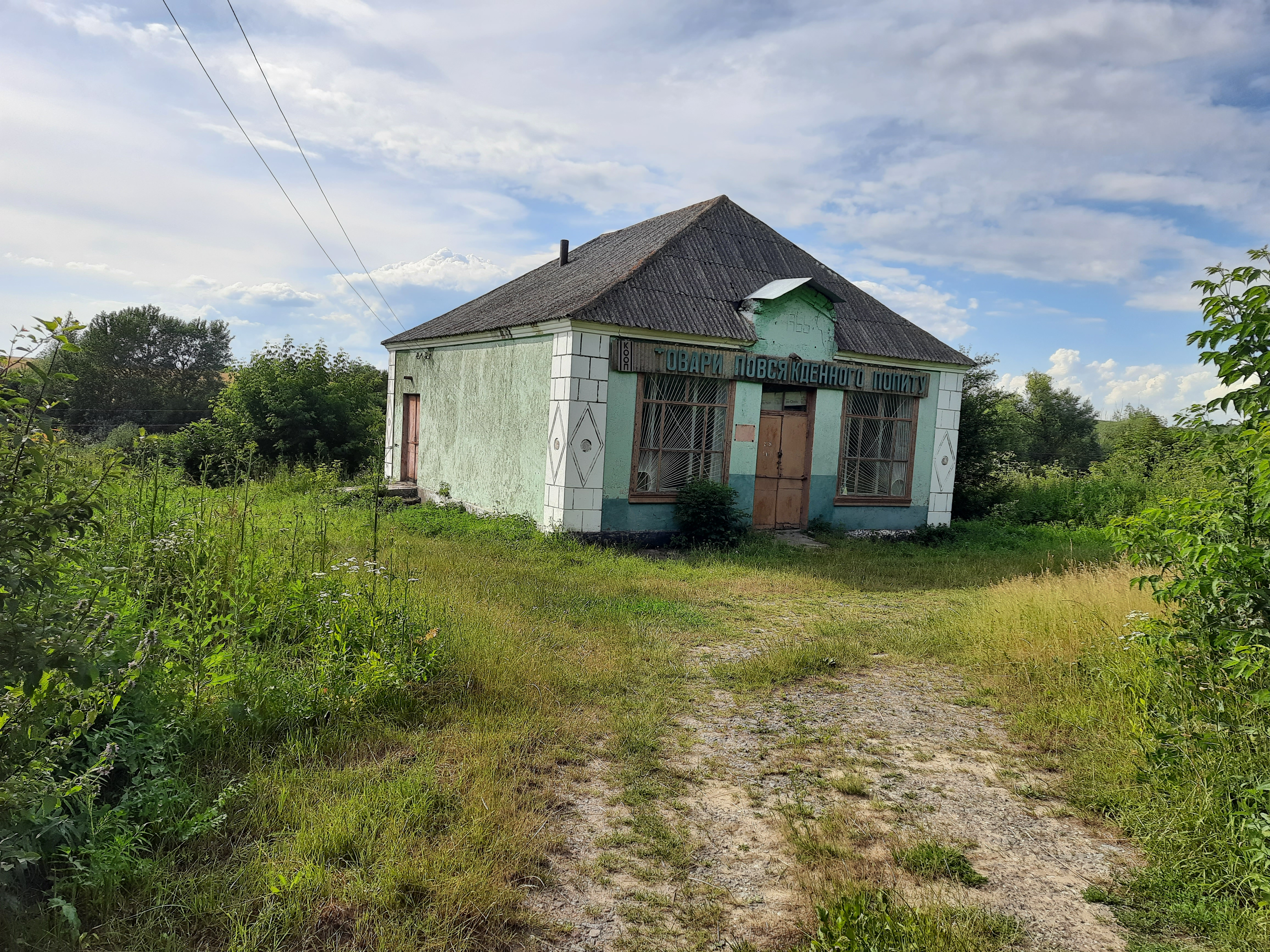
Крамниця
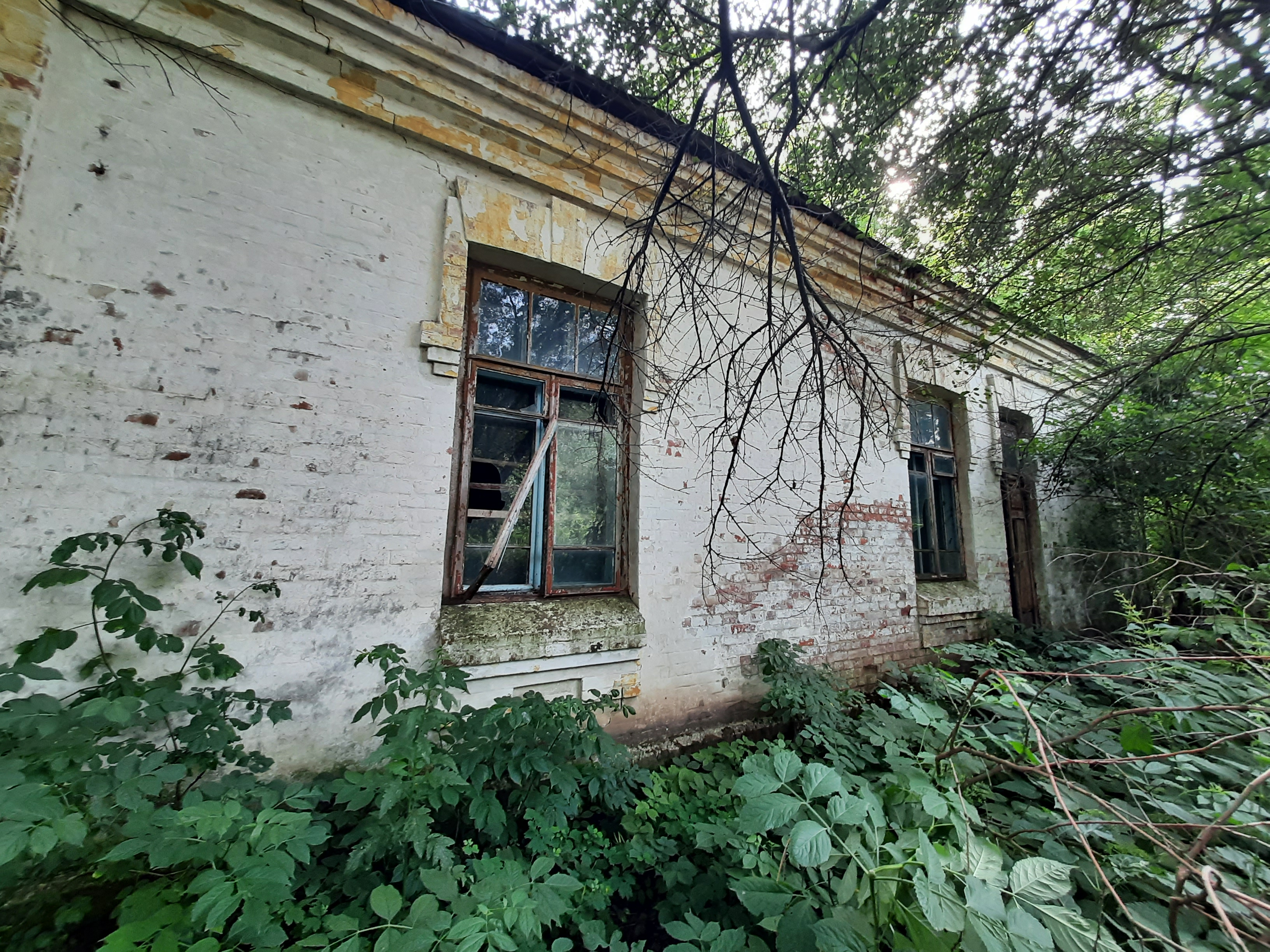
Будівля старої школи
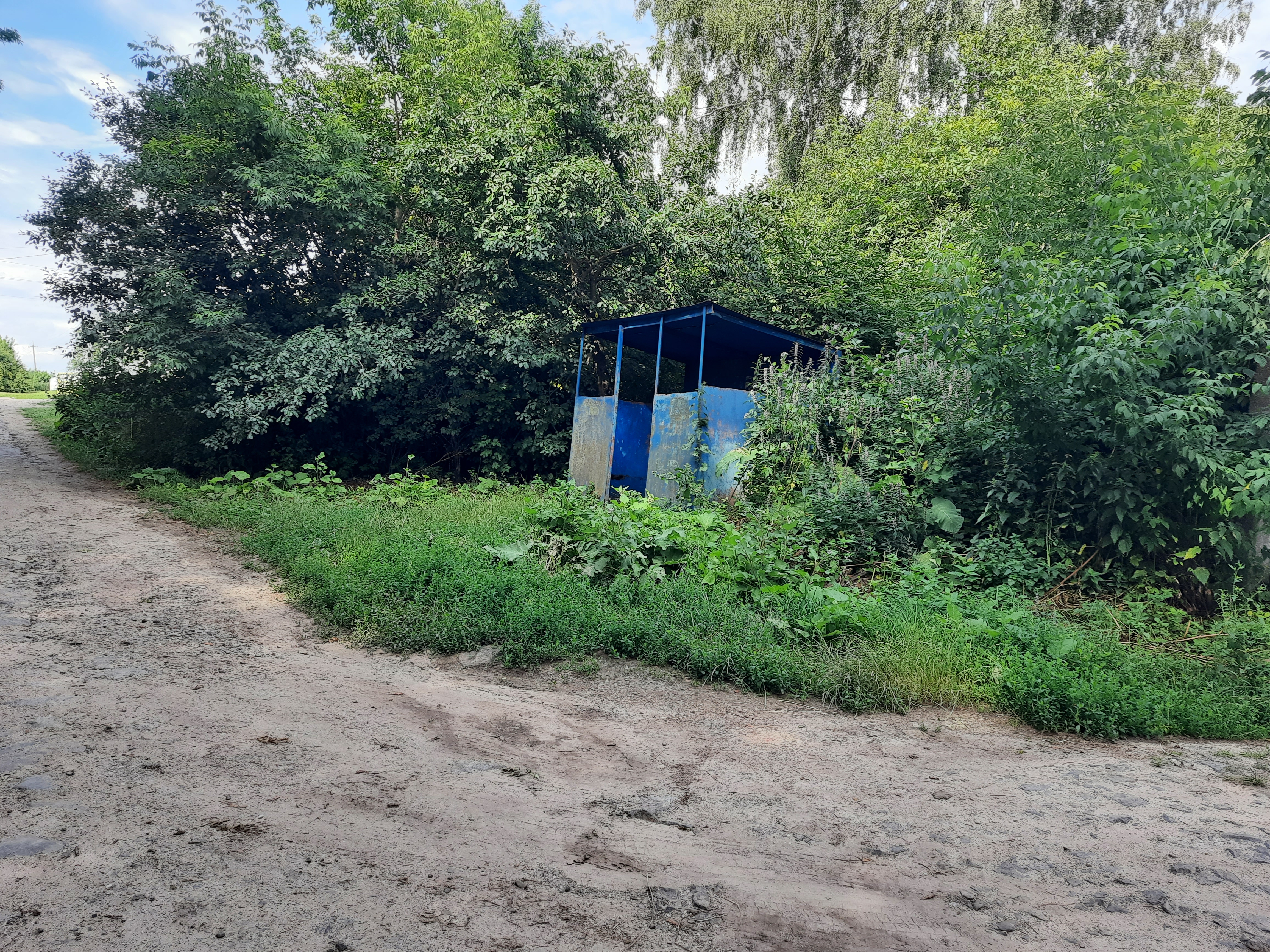
Автобусна зупинка